# Rue du Sénégal
La rue du Sénégal est une rue située dans le 20e arrondissement de Paris, en France.

## Origine du nom
Elle porte le nom du Sénégal, partie de l'ex-Union française située en Afrique, devenue indépendante en 1960. 

## Historique
Cette voie qui faisait précédemment partie du square Napoléon reçut sa dénomination actuelle par un arrêté du 1er février 1877.